# 24時間テレビ 愛は地球を救う20
『24時間テレビ20「愛は地球を救う」』（24じかんテレビ20「あいはちきゅうをすくう」）は、日本テレビにて1997年8月23日（土）19:00 - 8月24日（日）19:56（JST）まで生放送された20回目となる『24時間テレビ』である。

## 概要
テーマは「勇気を出して」。
この回から「メインパーソナリティー」を導入。初担当はKinKi Kidsと加藤紀子で、初回からジャニーズ事務所（現 SMILE-UP.）所属のタレントが担当した。また女性のメインパーソナリティーは現在のところ唯一となる。その一方で、1992年（第15回）以来続いた番組パーソナリティーは、今回は置かなかった。
チャリティーマラソンランナーは当時TOKIOの山口達也が担当した。
なお1995年（第18回）以来総合司会を担当した永井美奈子も、今回が最後の登板となった。
前年の1996年10月に日曜20時枠で開始した『特命リサーチ200X』が19:56開始のフライングスタート編成となったため、この回から放送終了時刻が4分繰り上がり19:56で終了となった。

## 出演者

### 総合司会
- 徳光和夫
- 永井美奈子（当時・日本テレビアナウンサー）

### メインパーソナリティー
- KinKi Kids（堂本剛・堂本光一）
- 加藤紀子

### チャリティーパーソナリティー
- 飯島直子

### チャリティーマラソンランナー
- 山口達也（当時・TOKIO）

### 武道館に訪れたゲスト
- 萩本欽一
- 安達祐実
- MAX
- 安室奈美恵
- 森光子
- 森口博子
- 松本明子
- 小柳ルミ子
- 今陽子
- マリーン
- シェイプUPガールズ
- 江川卓
- 野々村真
- 北野大
- 橋幸夫
- 尾崎紀世彦
- もんたよしのり
- 西城秀樹
- 板東英二
- 尾藤イサオ
- 渡哲也

## スタッフ
- 構成：沢口義明、浜田悠 / 森和盛、新倉イワオ、遠藤佳三、水野しげゆき、田中直人、池田裕幾、野村正浩、鶴芳郎、関根清貴、大村貴之、竹尾明子

日本武道館
- - テクニカルディレクター：宮下英俊
  - サブテクニカルディレクター︰古井戸博
  - スイッチャー︰一本哉、福王寺貴之、天野重幸、江村多加司、秋山真
  - カメラ︰木村博靖、望月達史、小林宏義、高木冬夫、角田洋子、山本聡一、岡崎麻子、水梨潤、新生知広、工藤恂児、蔦佳樹、保刈寛之、鎌倉和由、戸田聖一郎、野田哲雄、泉博司、落合弘祐、葵由紀夫、佐藤裕司、南良郎、飯山孫八、田代義昭、山内剛、中川達也
  - 音声︰新名大作、村上正、原泰造、神田洋介、加賀金重郎、清水秀明、山口裕司、長谷川透、坂井卓広、長倉茂樹、鈴木詳司
  - VE︰山岸真、三浦勝志、片柳幸夫、高橋広樹、中鉢加奈子、斉藤順二郎、中野信、長野正次
  - 照明︰川崎吉男
  - 美術：石附千秋、久保玲子、中野嘉一郎、野村武司、栗田寛、田川省信
  - TK：中村ひろ子、井崎綾子、阿部直子、野口かず実、矢島由紀子、大岡伸江、桜井英美子、北須賀恵美、津島道代
  - コーディネーター：内藤智子、光岡裕子、渡辺義人、小沼和幸
  - ステージング：土居甫
  - オーディオ・コーディネーター：鳥飼弘昌
  - 編曲：たかしまあきひこ、永作幸男、しかたたかし
  - 演奏：ガッシュアウト、岡本章生とゲイスターズ、東京音楽事務所
  - コーラス：日本テレビタレントセンター / フィジー、ミュージッククリエイション
  - 歌唱指導：橋本賀代子
  - アシスタント：日本テレビイベントコンパニオン
  - FAX：小山正、井原亮子、森下泰男
  - マルチモニタースイッチャー：鈴木雅人、福井宏
  - 100通の手紙：松井昂史、米川昭吾、滝田朋之、畑山あゆみ、畑中祐介、木曽守、芦澤英祐、上田識喜 / 雨宮秀彦
  - フロアディレクター：舟沢謙二、長谷川賢一、川口仁、竹田次彦、氣賀澤宏隆、高橋康之、佐藤祐史、平野進、及川千津、北條伸樹、阿部真一郎、川邊昭宏、西崎修一、橋本真志
  - ディレクター：小澤太郎、藤井淳、斎藤政憲
  - プロデューサー：土屋泰則、高木章雄、安岡喜郎 / 村松宏、河野直樹、和田隆、松尾邦夫、荻原伸之、加藤晋也、天笠ひろ美

Gスタジオ
- - テクニカルディレクター：遠藤裕二
  - スイッチャー：村松明
  - カメラ：山田祐一、津野祐一、三井隆裕、日向野崇、武石典之
  - 音声：大島康彦、三石敏生、今野健、柳原健司
  - VE：高橋一徳、山口考志
  - 照明：谷田部恵美
  - 美術：小池寛
  - TK：西岡八生子
  - ディレクター：塩谷憲昭、山川洋平、黒木まゆみ、髙橋利之、似鳥利行、伊東修、下村忠文、糸井聖一、中丸由子、渡辺宏、加賀谷健吾、安藤茂克、渡辺一裕、土屋裕義、新美信二、大貫英俊、若林愛美
  - 演出：岩崎泰治、石田昌浩、伊藤慎一
  - プロデューサー：北村和也、山田克也、相川弘隆
  - 総合演出：須沼望
  - チーフプロデューサー：小湊義房
  - 協力：NNN

MYスタジオ
- - テクニカルディレクター：中川満、川村朋秀
  - スイッチャー︰武藤慶一、木村智
  - カメラ︰茅野竜徳、安藤康一、吉田健治、宮崎和久、大本裕司
  - 音声︰田中勝己、木本文子、久次米晴美
  - VE︰八木一夫、笈川太、河内繁
  - 制作進行：嶋津理恵、鈴川裕也、山中いづみ
  - ディレクター：掛水伸一、長久弦、小林淳一、東井文太、宮崎文夫
  - 演出：駒木純一
  - プロデューサー：岡田泰三、松崎俊顕

お茶の水 JCB
- - テクニカルディレクター：蜂谷道雄
  - カメラ：坂西敏明
  - 照明：鈴木博勝
  - 美術：渡辺勇二、西村眞司
  - ディレクター：大畑仁
  - プロデューサー：中村元気、飯田達哉

日産銀座ギャラリー
- - ディレクター：松崎聡男、福田俊哉、園田真吾

マラソン
- - テクニカルディレクター：牛山雅博
  - カメラ：赤池貞仁、寺西謙治
  - 音声：川合亮
  - マイクロ：杉本智哉
  - VE：上野豊
  - 照明：吉松耕司
  - ヘリコプターVE：島村隆宏
  - ヘリコプターカメラ：五味仁
  - コーディネーター：坂本雄次
  - 美術：柳谷雅美
  - ディレクター：竹内尊実、三觜雅人、中村博之、小川明人、石井秀和
  - プロデューサー：大澤雅彦、川邊哲也、小路丸哲也

ふれあいの旅
- - テクニカルディレクター：大熊昇、藤沼秀一
  - ディレクター：栗原甚、牧之瀬則夫、田中久也、細川芳彦、小川剛、小池雅彦、糸井峰郎、田代佳弘、松島大悟、大八木直、沢田隆昌、菊池武、小俣猛、目黒和宏
  - プロデューサー：細工忠晴、吉川保志、阿部滋子 / 毛利忍

海外取材
- - ディレクター：赤間佳彦、杉村和彦、三澤隆之
  - プロデューサー：三枝孝臣、福田真砂美
- 技術テクニカルプロデューサー：田中元一
- 中継コーディネーター：勝見明久
- 音声コーディネーター：吾妻光良
- 照明コーディネーター：関仁
- 音楽効果︰三神直、小川彦一 / 村上義行、大谷敏夫、高取謙、島野高一、橋本いづみ、平石真二、恩田佳代子、福永真弓
- 美術：石川啓一郎、高野豊
- 広報：向笠啓祐、神山喜久子、川合アンナ / 布村順一
- ボランティア担当：桜井博
- VTR・テレシネ︰坂東秀明、佐藤勝義、鈴木康夫、鳥谷健夫
- SDC・SOC︰鈴木重利、牧野鉄雄、江頭恭二
- CVセンター︰小林幸雄
- 電話機械室︰川村肇、山崎行雄、尾崎延雄、浅川彦四郎
- グラフィック︰大坪徳宏
- アニメーション：やすみ哲夫
- マスター︰佐藤博文、山口憲一郎、松島和幸、落合俊輔
- 放送進行：湯本昭一、斉藤嘉男
- CM進行：丸山由香里
- 回線コーディネーター：西山三樹夫、木村俊一、田代登
- 放送準備︰上村晃代、村井利恵
- 技術協力：NTV映像センター、日本テレビビデオ、コスモ・スペース、タムコ、共立、バンセイ、朝日航洋、田中電気、日本有線テレビ、ジャパンテレビ、明光セレクト、日放、東京音研、さがみエンヂニアリング、MIDGET、トムキャット、クリーンアップ、テシコ
- 協力：日本通運株式会社
- 制作協力：ハウフルス、日企、NCV、ユニオン映画、アガサス、モスキート、ジッピー、オン・エアー、ザ・ワークス、日本テレビエンタープライズ、IVSテレビ制作、NTV映像センター
- 特別協賛：日産自動車
- 「24時間テレビ」チャリティー委員会事務局：武井英彦 / 木寺靖之、伊藤喜三郎、足立朱貴、広沢みどり、野口善平、中島尚子、須川海帆子、池田裕美

Kサブ放送本部
- - テクニカルディレクター：鈴木康介
  - サブテクニカルディレクター：貫井克次郎、遠藤裕二
  - スイッチャー︰滝沢壮治、安波次夫、笹山久男、今泉雅晴、小宮佑一、松村興
  - VE︰石塚功、夏目充博、根本正美、伊東俊哉
  - 音声︰小川洋文、笹川秀男、古川誠一、今村公威、飯地浩美
  - TK：居波初子、山沢啓子、石島加奈子、柏木梨佐、森弘美、長坂真由美、山本美衣、赤崎洋子
  - 回線コーディネーター：小澤龍太郎、小木佑介、石井志和、明石成司、伊藤光明、倉田忠明、西谷政仁、酒井柚香、橋本浩光、磯田修、上田知洋
  - 回線：河戸憲男
  - マルチモニタースイッチャー：鬼頭直孝、首藤由紀子
  - ネット局担当：中川学、満松隆一郎 / 笹尾光
  - ディレクター：安藤正臣、大武智治、河野英裕 / 中村英明、吉川圭三、梅原幹
- 制作進行：東原祐子 / 山本文子、戸丸敦子 / 斉藤寿
- 制作本部：原章、平林邦介 / 篠崎安雄、吉岡正敏、室川治久 / 棚次隆、桜田和之
- アートディレクター：浅葉克己
- コピーライター：糸井重里
- エグゼクティブディレクター：神戸文彦
- 総合演出：五味一男、財津功
- プロデューサー：佐野讓顯、吉田真
- チーフプロデューサー：渡辺弘
- 総指揮：萩原敏雄
- 製作著作：日本テレビ